# ماستیگ‌آمیبا
ماستیگ‌آمیبا (نام علمی: Mastigamoeba) یا ماستیژینا نام یک سرده از infraphylum آرکامیبا است.
ماستیژینا توانایی فتوسنتز ندارند. راسته پروتومنادینا مثل تریپانوزوم راسته پلی ماستیژینا سه یا بیشتر تاژک دارند که حداقل یکی رو به جلو و یکی رو به عقب است. مثل تریکوموناس راسته هایپرماستیژینا دارای تاژک‌های فراوانند.